# Slaget vid Covadonga
Vid slaget vid Covadonga segrade den förste asturiske kungen, visigoten Don Pelayo och hans styrkor över moriska invasionsstyrkor. Slaget utgör den första kristna segern sedan den moriska erövringen av den Iberiska halvön påbörjades 711 e.Kr.. Slaget ägde rum i Covadonga i Asturien cirka 720 e.Kr..  De första kända källorna som beskriver slaget tillkom först 180 år senare och mycket kring slaget som tidpunkt, antal stridande och förluster är okänt eller osäkert.
Det asturiska motståndet mot morerna hade religiösa, territoriella, kulturella och ekonomiska drivkrafter. Morerna lade straffskatt på icke muslimer i de Iberiska områden man erövrat. I tidigare visigotiska riken hade inga skatter förekommit.
Slaget vid Covadonga har kommit att ses som startpunkten för Reconquista eller den kristna "återerövringen" av hela den Iberiska halvön.

## Förlopp
Don Pelayo valdes till kung i Asturien 718 och inledde då ett uppror där han vägrade att betala skatt till morerna. Slaget vid Covadonga kan ses som finalen på ett flertal uppror med start 718 där Don Pelayo lyckade hindra morerna att återfå kontrollen i området. Större styrkor sändes till Asturien för att hantera det asturiska upproret varvid Don Pelayo tvingades retirera upp i bergen där han intog en försvarsposition i en trång dal med branta bergssidor. När Don Pelayo vägrade kapitulera attackerade den moriske befälhavaren Al Qama  och asturierna besköt då morerna med pilbågar från bergsidorna och tillfogade dem stora förluster. Segern vid Covadonga  och morernas flykt säkrade Asturiens oberoende och därmed var en liten del av den Iberiska halvön under de kristnas kontroll.

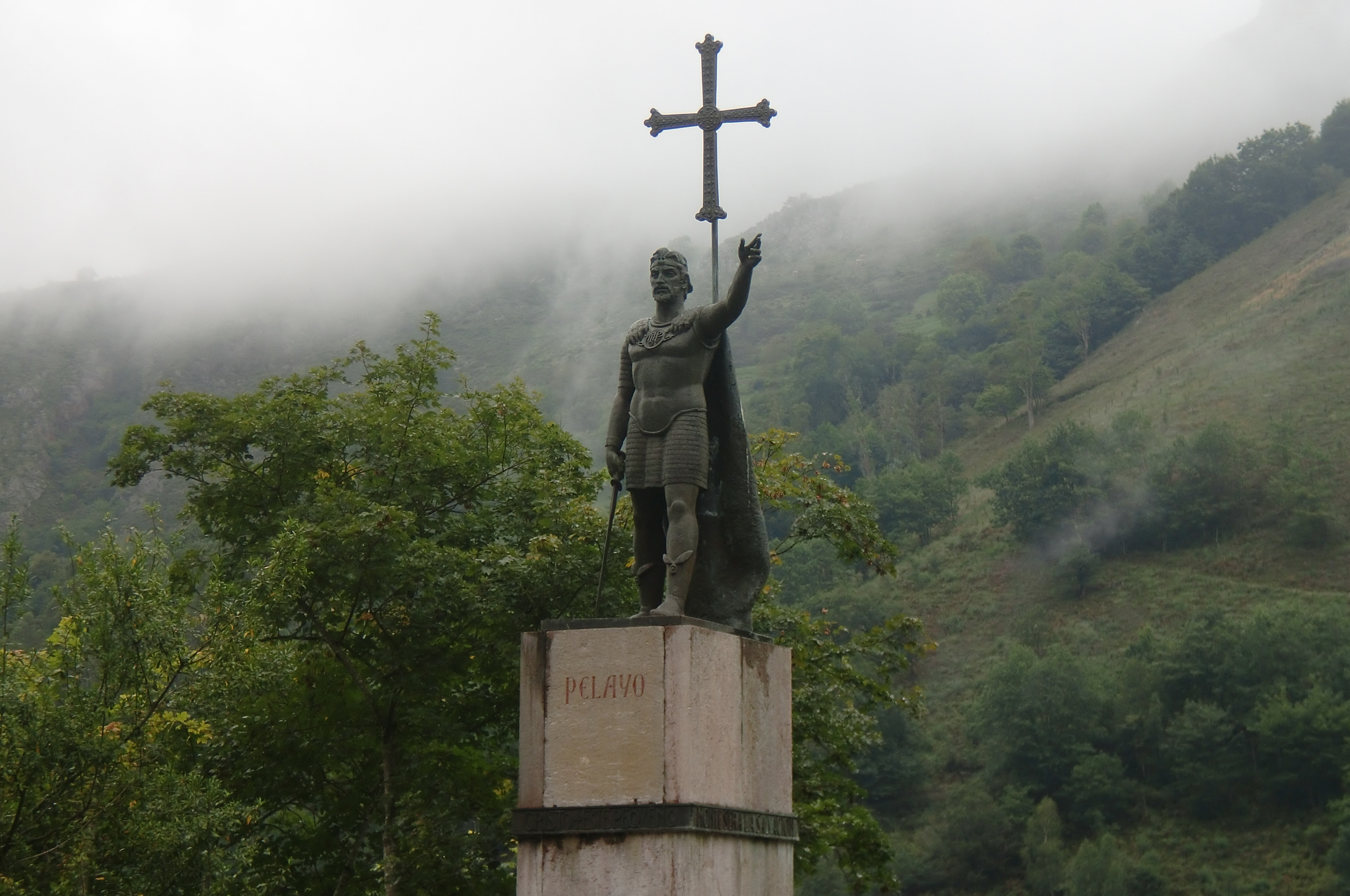
Don Pelayo-staty i Covadonga
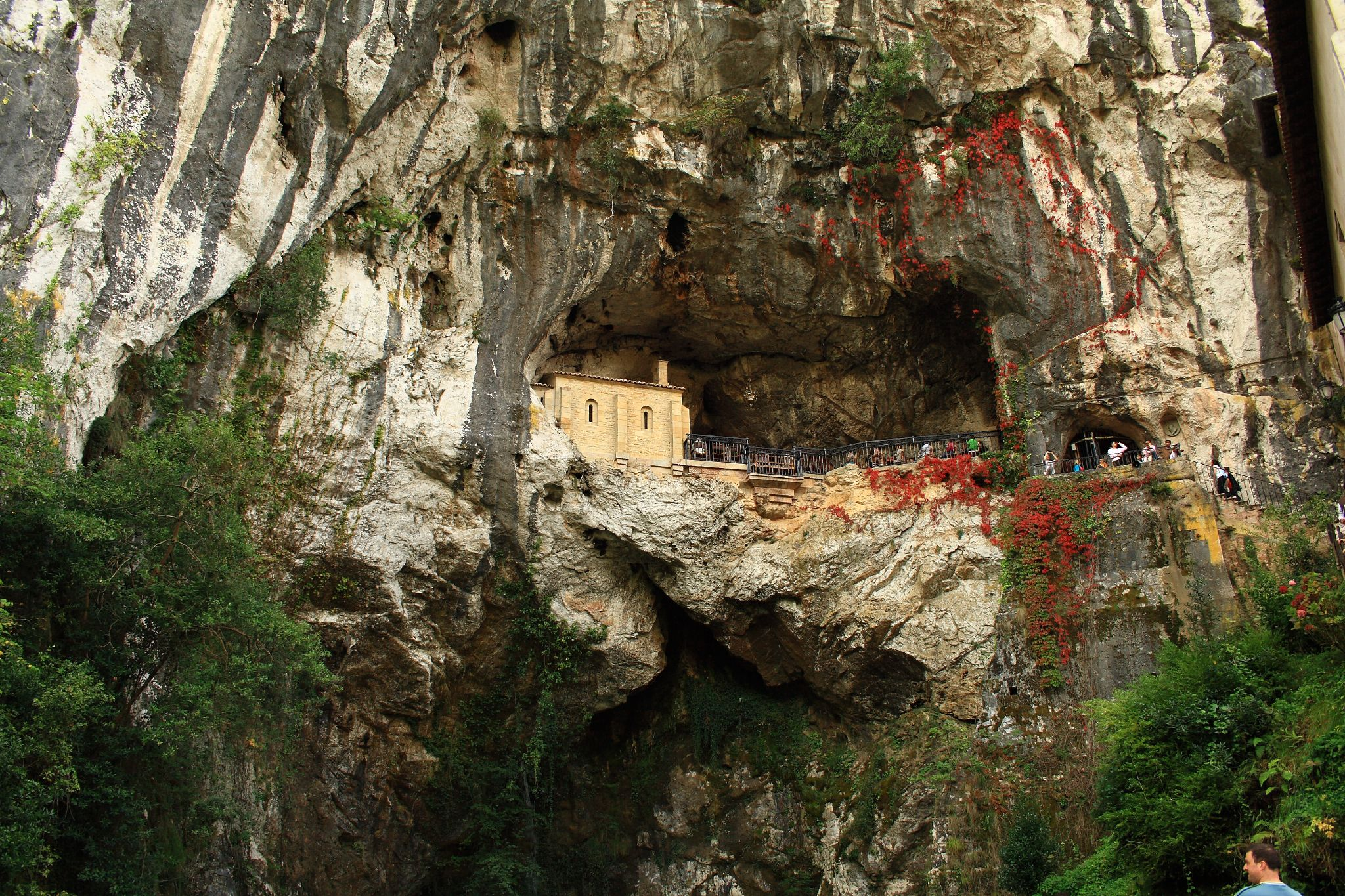
Den heliga grottan

## Mytbildning
Don Pelayo och hans styrka sökte skydd i en grotta där de enligt legenden tillbad jungfru Maria för att få hennes skydd mot sina moriska motståndare. Asturierna blev bönhörda. Vid morernas anfall dagen efter vändes deras pilar mot dem som avfyrat dem. Asturierna välte klippblock ner på morerna och samtidigt utlöstes laviner som drog många av motståndarna med sig. Nästa dag samlade sig morerna för en andra attack och asturierna svarade återigen med klippblock och sten. Samtidigt mörknade himlen och ett åskväder med kraftigt regn drog in över dalen. Plötsligt syntes ett ljussken i grottan och jungfru Maria uppenbarade sig. Hon bar en röd sköld med ett vitt kors och namnet "Jesus". Jungfru Marie talade till Don Pelayo och hans män.
"Ta mod till er. Morerna vacklar. Gå ut nu och attackera dem i Jesu Kristi namn och ni kommer att segra."
Fylld med nyvunnet självförtroende svepte asturierna ut ur grottan och fick morerna i vild flykt.